# Gymnopus hariolorum
Gymnopus hariolorum (Bull.) Antonín, Halling & Noordel, (1997), è un fungo della famiglia delle Omphalotaceae facilmente riconoscibile per la peluria alla base del gambo, per il portamento collibioide e per l'odore da molti autori definito come di cavolo marcio.

## Descrizione della specie
Cappello 
20–50 mm, da emisferico a convesso, si apre a maturazione in piano-irregolare  con accenno di umbone, margine da involuto a dritto a volte appena striato, leggermente igrofano. Da marrone-rosato a marrone pallido più scuro al centro, a tempo secco assai più chiaro con il centro marrone ocraceo pallido, leggermente viscido a tempo umido, liscio.
 Lamelle 
Abbastanza fitte, da annesse a libere, color crema pallido, biancastre a maturità macchiate, taglio concolore.
Gambo
35-70 x 3–4 mm, leggermente clavato, ingrossato alla base ornata da irsuti peli bianchi, chiaro quasi bianco in alto, sfumato di marrone rosato nella parte rimanente. Se raccolto trascina alla base ragguardevoli quantità del substrato di vegetazione.
 Carne 
Biancastra cerosa, sottile.
- Odore: sgradevole, di acqua putrida o di cavolo marcio.
- Sapore: rafanoide allappante.

## Habitat
Su lettiera di foglie soprattutto di faggio, ontano, betulla ma anche in boschi misti di latifoglia e conifera, dalla primavera all'estate.

## Commestibilità
L'odore assai sgradevole è carattere sufficiente a scoraggiarne il consumo alimentare. Non commestibile.

## Sinonimi e binomi obsoleti
- Agaricus hariolorum Bull., Herb. Fr. 2: tab. 56 (1782) [1781-82]
- Agaricus superstitiosus J.F. Gmel., Systema Naturae, Edn 13 2: 1416 (1792)
- Collybia hariolorum (Bull.) Quél., Mém. Soc. Émul. Montbéliard, Sér. 2 5: 94 (1872)
- Marasmius hariolorum (Bull.) Quél., Fl. mycol. France (Paris): 320 (1888)